# Graignes
Graignes – miejscowość i gmina we Francji, w regionie Normandia, w departamencie Manche.
Według danych na rok 1990 gminę zamieszkiwały 534 osoby, a gęstość zaludnienia wynosiła 37 osób/km² (wśród 1815 gmin Dolnej Normandii Graignes plasuje się na 416. miejscu pod względem liczby ludności, natomiast pod względem powierzchni na miejscu 263.).

## Historia
28 lutego 2007 gminy Graignes i Le Mesnil-Angot zostały połączone. W wyniku połączenia utworzono miejscowość Graignes-Mesnil-Angot.